# Phyxioschema
Phyxioschema es un género de arañas migalomorfas de la familia Dipluridae. Se encuentra en Asia central y sudeste de Asia.

## Lista de especies
Según The World Spider Catalog 11.5:
- Phyxioschema erawan Schwendinger, 2009
- Phyxioschema eripnastes Schwendinger, 2009
- Phyxioschema huberi Schwendinger, 2009
- Phyxioschema raddei Simon, 1889
- Phyxioschema roxana Schwendinger & Zonstein, 2011
- Phyxioschema sayamense Schwendinger, 2009
- Phyxioschema spelaeum Schwendinger, 2009
- Phyxioschema suthepium Raven & Schwendinger, 1989